# きみが見つける物語
『きみが見つける物語』（きみがみつけるものがたり）は、角川文庫編集部が“十代のための新名作”を掲げ編纂する、小説のアンソロジー集。テーマごとに「○○編」と分かれている。『ティーンエイジ・レボリューション』は単行本、『あこがれのハイスクールライフ!』は児童書での発行。

## 装幀
カバーイラストは宮尾和孝が手がけている。『あこがれのハイスクールライフ!』は、カバーイラストを雨宮千遥（電子書籍はいとうのいぢ）が担当している。
2017年の「カドフェス2017 発見!角川文庫」で、「スクール編」と「恋愛編」のカバーイラストがアニメ映画『君の名は。』の風景画に変更された。

## 書誌情報

### 文庫
角川書店〈角川文庫〉
- 『スクール編』、2008年6月25日発売、ISBN 978-4-04-389401-7
- 『放課後編』、2008年6月25日発売、ISBN 978-4-04-389402-4
- 『休日編』、2008年7月25日発売、ISBN 978-4-04-389404-8
- 『友情編』、2008年8月23日発売、ISBN 978-4-04-389403-1
- 『恋愛編』、2008年9月25日発売、ISBN 978-4-04-389405-5
- 『こわ〜い話編』、2009年8月25日発売、ISBN 978-4-04-389406-2
- 『不思議な話編』、2010年1月23日発売、ISBN 978-4-04-389407-9
- 『切ない話編』、2010年2月25日発売、ISBN 978-4-04-389408-6
- 『オトナの話編』、2010年3月25日発売、ISBN 978-4-04-389409-3
- 『運命の出会い編』、2012年4月25日発売、ISBN 978-4-04-100193-6 - 単行本『ティーンエイジ・レボリューション』を改題した文庫本

### 単行本
角川書店
- 『ティーンエイジ・レボリューション』、2010年4月28日発売、ISBN 978-4-04-874049-4

### 児童書
角川書店〈角川つばさ文庫〉
- 『あこがれのハイスクールライフ!』、2011年6月13日発売、ISBN 978-4-04-631162-7

## 収録作品一覧
スクール編
| タイトル                   | 著者           | 収録元                             | 出版社     |
| -------------------------- | -------------- | ---------------------------------- | ---------- |
| タンポポのわたげみたいだね | 豊島ミホ       | 『檸檬のころ』                     | 幻冬舎     |
| 心霊写真                   | はやみねかおる | 『少年名探偵 虹北恭助の冒険』      | 講談社     |
| 三月の兎                   | 加納朋子       | 『ガラスの麒麟』                   | 講談社     |
| このグラウンドで           | あさのあつこ   | 『晩夏のプレイボール』             | 毎日新聞社 |
| 大きな引き出し             | 恩田陸         | 『光の帝国 常野物語』              | 集英社     |
| 空飛ぶ馬                   | 北村薫         | 『空飛ぶ馬』                       | 東京創元社 |
| 沈黙（全作品版）           | 村上春樹       | 『村上春樹全作品 1979〜1989 [5] 』 | 講談社     |
放課後編
| タイトル             | 著者       | 収録元                               | 出版社           |
| -------------------- | ---------- | ------------------------------------ | ---------------- |
| 地獄の詰まった箱     | 橋本紡     | 『猫泥棒と木曜日のキッチン』         | メディアワークス |
| 門のある家           | 星新一     | 『ごたごた気流』                     | 角川書店         |
| 西一番街テイクアウト | 石田衣良   | 『骨音 池袋ウエストゲートパークIII』 | 文藝春秋         |
| 雛の花               | 浅田次郎   | 『霞町物語』                         | 講談社           |
| サボテンの花         | 宮部みゆき | 『我らが隣人の犯罪』                 | 文藝春秋         |
休日編
| タイトル                     | 著者       | 収録元                           | 出版社       |
| ---------------------------- | ---------- | -------------------------------- | ------------ |
| シャルロットだけはぼくのもの | 米澤穂信   | 『夏期限定トロピカルパフェ事件』 | 東京創元社   |
| ローマ風の休日               | 万城目学   | 『ホルモー六景』                 | 角川書店     |
| 秋の牢獄                     | 恒川光太郎 | 『秋の牢獄』                     | 角川書店     |
| 春のあなぽこ                 | 森絵都     | 『永遠の出口』                   | 集英社       |
| 夏の出口                     | 角田光代   | 『学校の青空』                   | 河出書房新社 |
友情編
| タイトル             | 著者           | 収録元                   | 出版社       |
| -------------------- | -------------- | ------------------------ | ------------ |
| 秋の足音             | 坂木司         | 『青空の卵』             | 東京創元社   |
| いっぺんさん         | 朱川湊人       | 『いっぺんさん』         | 実業之日本社 |
| サマータイム         | 佐藤多佳子     | 『サマータイム』         | 偕成社       |
| あったかくなんかない | よしもとばなな | 『デッドエンドの思い出』 | 文藝春秋     |
| 交差点               | 重松清         | 『きよしこ』             | 新潮社       |
恋愛編
| タイトル               | 著者       | 収録元                   | 出版社   |
| ---------------------- | ---------- | ------------------------ | -------- |
| あおぞらフレーク       | 梨屋アリエ | 『プラネタリウム』       | 講談社   |
| しあわせは子猫のかたち | 乙一       | 『失はれる物語』         | 角川書店 |
| 黄泉の階段             | 山田悠介   | 『8.1 Horror Land』      | 角川書店 |
| 植物図鑑               | 有川浩     | 『植物図鑑』             | 角川書店 |
| 小さな故意の物語       | 東野圭吾   | 『犯人のいない殺人の夜』 | 光文社   |
こわ〜い話編
| タイトル               | 著者       | 収録元                                     | 出版社   |
| ---------------------- | ---------- | ------------------------------------------ | -------- |
| リストカット事件       | 乙一       | 『GOTH 僕の章』                            | 角川書店 |
| 眠らない少女           | 高橋克彦   | 『眠らない少女 高橋克彦自選短編集』        | 角川書店 |
| ぞんび団地             | 雀野日名子 | 『トンコ』                                 | 角川書店 |
| ババ抜き               | 山田悠介   | 『ブレーキ』                               | 角川書店 |
| 愛しい友へ……           | 赤川次郎   | 『告別』                                   | 角川書店 |
| 目羅博士の不思議な犯罪 | 江戸川乱歩 | 『人間椅子 江戸川乱歩ベストセレクション1』 | 角川書店 |
不思議な話編
| タイトル            | 著者         | 収録元                                | 出版社       |
| ------------------- | ------------ | ------------------------------------- | ------------ |
| すげ替えられた顔色  | いしいしんじ | 『白の鳥と黒の鳥』                    | 角川書店     |
| 純子の冒険          | 宗田理       | 『ぼくらのメモリアル 純子の冒険』     | 角川mini文庫 |
| 標野にて 君が袖振る | 大崎梢       | 『配達あかずきん 成風堂書店事件メモ』 | 東京創元社   |
| 廃塾令              | 筒井康隆     | 『出世の首 ヴァーチャル短篇集』       | 角川書店     |
| 動物園              | 三崎亜記     | 『バスジャック』                      | 集英社       |
切ない話編
| タイトル                 | 著者     | 収録元                     | 出版社   |
| ------------------------ | -------- | -------------------------- | -------- |
| 笑われたい               | 川島誠   | 『夏のこどもたち』         | 角川書店 |
| 春の嵐                   | 加納朋子 | 『てるてるあした』         | 幻冬舎   |
| お母さまのロシアのスープ | 荻原浩   | 『押入れのちよ』           | 新潮社   |
| 閣下のお出まし           | 山本幸久 | 『はなうた日和』           | 集英社   |
| キリコさんの失敗         | 小川洋子 | 『偶然の祝福』             | 角川書店 |
| 小僧の神様               | 志賀直哉 | 『城の崎にて・小僧の神様』 | 角川書店 |
オトナの話編
| タイトル                 | 著者     | 収録元                           | 出版社   |
| ------------------------ | -------- | -------------------------------- | -------- |
| ケンジントンに捧げる花束 | 大崎善生 | 『九月の四分の一』               | 新潮社   |
| 話を聞かせて             | 山本文緒 | 『絶対泣かない』                 | 角川書店 |
| 守護神                   | 森絵都   | 『風に舞いあがるビニールシート』 | 文藝春秋 |
| アシスタントというお仕事 | 原田宗典 | 『新人だった!』                  | 角川書店 |
| ワーキング・マザー       | 奥田英朗 | 『ガール』                       | 講談社   |
ティーンエイジ・レボリューション / 運命の出会い編
| タイトル               | 著者         | 初出                                           |
| ---------------------- | ------------ | ---------------------------------------------- |
| 世界の果ての先         | 角田光代     | 『野性時代』2005年7月号                        |
| 薄桃色の一瞬に         | あさのあつこ | 『野性時代』2005年7月号                        |
| 電話かかってこないかな | 笹生陽子     | 『野性時代』2005年7月号                        |
| 赤土を爆走             | 魚住直子     | 『野性時代』2006年10月号                       |
| 十九の頃               | 椰月美智子   | 『Feel Love』2007年vol.1、「19、はたち」を改題 |
| 17レボリューション     | 森絵都       | 『野性時代』2006年4月号                        |
あこがれのハイスクールライフ!
| タイトル               | 著者     | 収録元               | 出版社   | イラスト     |
| ---------------------- | -------- | -------------------- | -------- | ------------ |
| 涼宮ハルヒの退屈       | 谷川流   | 『涼宮ハルヒの退屈』 | 角川書店 | いとうのいぢ |
| クロスキューブ         | 初野晴   | 『退出ゲーム』       | 角川書店 | 雨宮千遥     |
| 手作りチョコレート事件 | 米澤穂信 | 『遠まわりする雛』   | 角川書店 | 琴音らんまる |